# Nicolaas Wijnberg

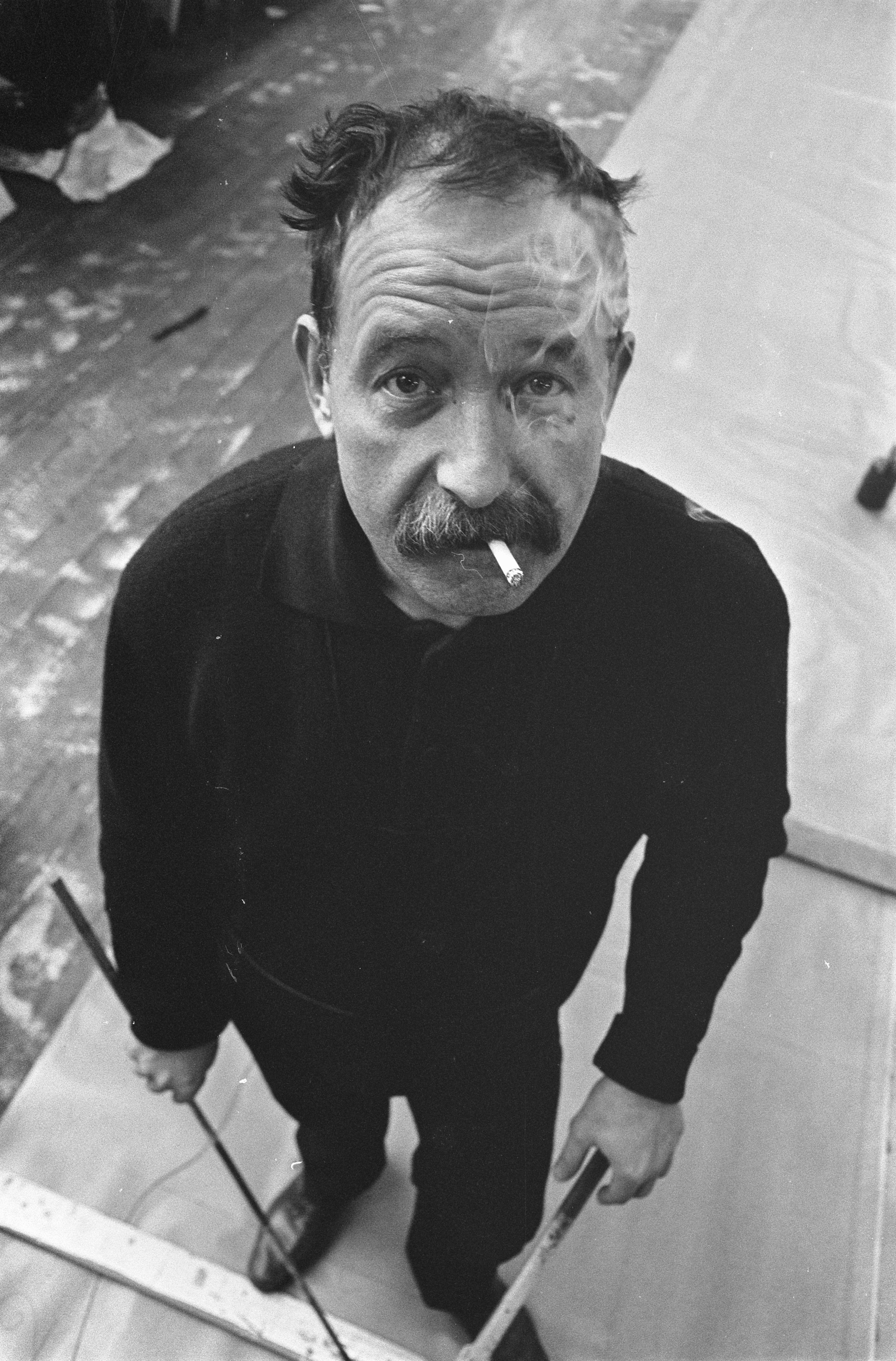
Nicolaas Wijnberg in 1968

Nicolaas Wijnberg (Amsterdam, 22 november 1918 - Laren (Noord-Holland), 11 juni 2006) was een Nederlands kunstenaar. Hij was lithograaf, net als zijn vader, maar maakte ook schilderijen, affiches, decors, tekeningen, illustraties en boekbandontwerpen. Ook ontwierp hij vele soorten monumentale wandkunst middels de percentageregeling voor beeldende kunst, sgraffito's, marmermozaïek en glasmozaïek.

## Levensloop

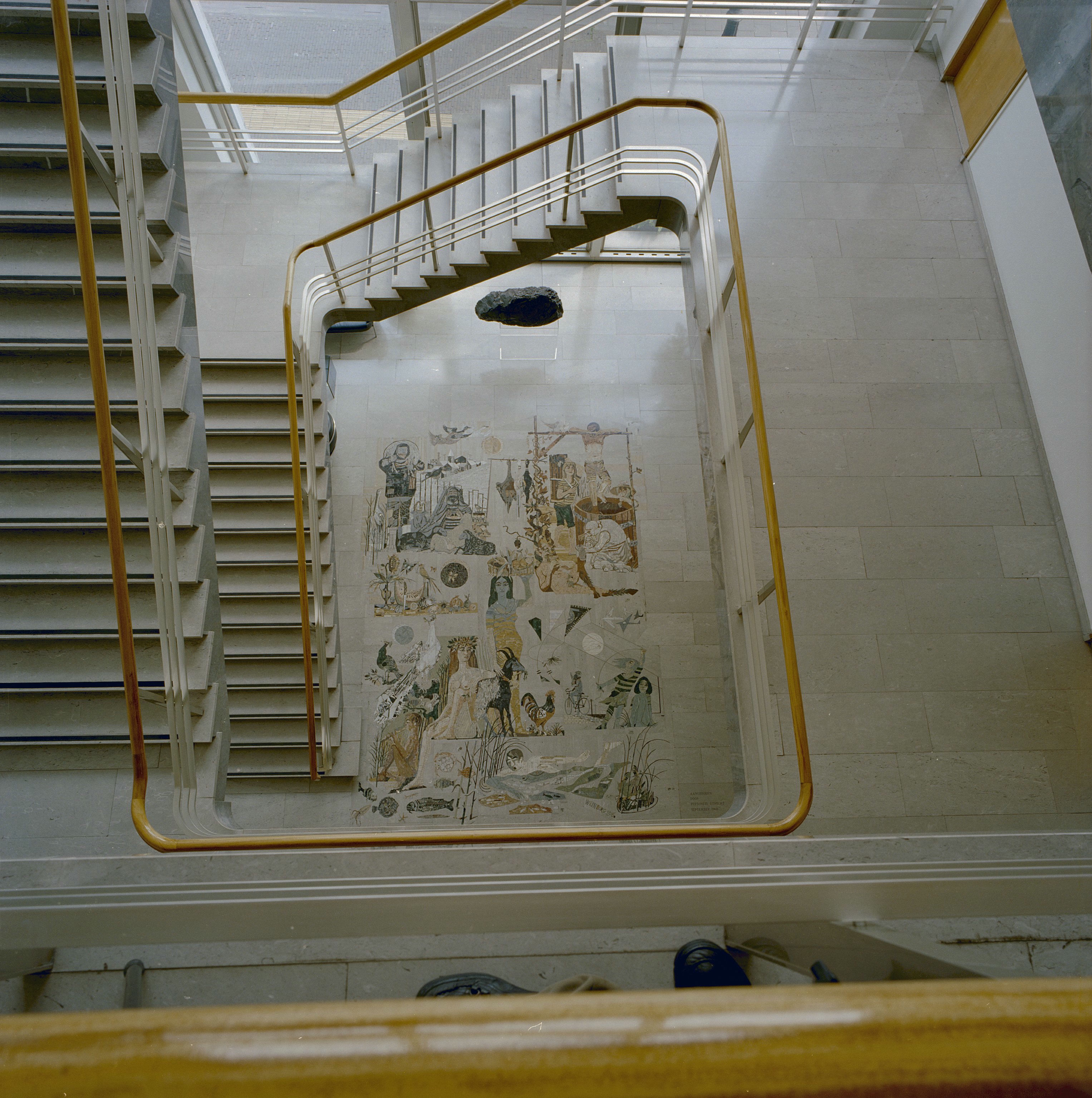
Deel van het interieur van het SHV-hoofdkantoor te Utrecht met vloermozaïek (1960)

Wijnberg werd opgeleid aan de Grafische School te Amsterdam, waar hij tekenles kreeg van Jos Rovers, en aan de Rijksakademie van beeldende kunsten in diezelfde plaats. Als kunstschilder was hij een autodidact.
Wijnberg was een actief op meerdere terreinen. In 1942 werd zijn kunstschilderwerk voor het eerst tentoongesteld. Nadat hij in de laatste jaren van de Tweede Wereldoorlog ondergedoken had gezeten, richtte hij in 1945, samen met Hans Snoek en Hans van Norden de eerste jeugdballetgroep ter wereld op, het bekende Scapino Ballet. Met Van Norden en Theo Kurpershoek begon hij eind jaren veertig ook de kunstschildersvereniging De Realisten, een modern-figuratieve groepering die zich afzette tegen de abstracte kunst van Cobra en Vrije Beelden. Zijn werk werd zowel in eigen land als daarbuiten geëxposeerd. Hij was in 1952 medeoprichter van de Vereniging van Beoefenaars der Monumentale Kunsten.
Wijnberg heeft talloze dichtbundels en romans geïllustreerd en/of van een omslagtekening voorzien. Hij begon daarmee in 1943, door de clandestien uitgegeven novelle Nymphale van A. van Pelt met tekeningen en vignetten te versieren. Verder ontwierp hij omslagen voor de boeken van W.F. Hermans, enkele onder het pseudoniem Montevino. Ook gaf Wijnberg de Literaire Reeks De Witte Olifant van uitgeverij G.A. van Oorschot een gezicht.
Naast zijn werk als kunstenaar was Wijnberg vanaf 1958 redacteur beeldende kunst van het literaire tijdschrift Tirade, voerde hij van 1965 tot 1970 een kunsthandel en bekleedde hij later het eerste hoogleraarschap scenografie aan de Jan van Eyck Academie te Maastricht. Wijnberg kreeg de H.N. Werkmanprijs 1966 toegekend en in 2000 ontving hij de oeuvreprijs van het  Fonds voor Beeldende Kunsten, Vormgeving en Bouwkunst.
Nicolaas Wijnberg overleed op 87-jarige leeftijd in het Larense Rosa Spier Huis, waar hij toen al enige jaren woonde.

## Werk in openbare collecties (selectie)
- Rijksmuseum Amsterdam[1]